# Yongfu
Der Kreis Yongfu (chinesisch 永福县, Pinyin Yǒngfú Xiàn; Zhuang Yungjfuz Yen) ist ein Kreis in dem chinesischen Autonomen Gebiet Guangxi der Zhuang. Er gehört zum Verwaltungsgebiet der bezirksfreien Stadt Guilin. Yongfu hat eine Fläche von 2.795 km² und zählt 248.500 Einwohner (Stand: 2018). Sein Verwaltungssitz ist die Großgemeinde Yongfu (永福镇).

## Administrative Gliederung
Auf Gemeindeebene setzt sich der Kreis aus sechs Großgemeinden und drei Gemeinden zusammen. 